# روكيت ميل
خدمه روكيت ميل (بالإنجليزية: rocket mail)‏ كانت واحدة من أولى كبرى الخدمات المجانية للبريد الإلكتروني على صفحات الإنترنت.وهذه الخدمة هي ثمار نتاج مؤسسه Four11.وخلال فترة، انضم روكيت ميل مع هوتميل ليكونوا أحد مقدمى خدمه البريد الالكترونى المجانيه.في عام 1997 قامت شركه ياهو بشراء شركه four11 بما في ذلك روكيت ميل وقد أدخلت شركه الياهو وعملت بمحرك البريد السريع. بريد الياهو! هو أساسا أقدم نظام للبريد الإلكتروني السريع.
أثناء عملية الانتقال، قد أتاح الياهو إمكانيه اختيار اسم مستخدم على الياهو لكل مسخدمى خدمه روكيت ميل (سابقا)، نظرا لانها لم تستطع ان توفر لمهم اسم مسخدم على الياهو، أو يمكن استخدام نفس اسم المستخدم حيث يصبح هذا اسم المستخدم الجديد على الياهو. وبالتالي، كانوا قادرين على الحفاظ على نفس اسم المستخدم على روكيت ميل (سابقا) ويحصل على نفس الخدمات التي يستفيد بها مستخدمى الياهو
يوم 19 يونيو، 2008، أتاحت الياهو مرة أخرى للمستخدمين الجدد للتسجيل للحسابات تحت عنوان rocketmail.com، والتي لم يكن ممكنا منذ استحواذها على شركة Four11. [1]

## وصلات خارجية
- روكيت ميل
- بريد الياهو